# Amedeo Guillet (senatore)
Amedeo Paolo Giuseppe Guillet (Capua, 16 maggio 1874 – Roma, 26 novembre 1939) è stato un militare e politico italiano.

## Biografia
Di nobile famiglia oriunda in Campania dalla Savoia, nel 1894 uscì dalla scuola di artiglieria e genio. Partecipò nel 1910 alla guerra italo-libica e quindi alla prima guerra mondiale. Gravemente ferito durante l'offensiva del maggio 1917, fu poi destinato al Comando della difesa di Venezia e, successivamente, nominato Capo di stato maggiore dell'Armata del Grappa. Fu decorato di medaglia d'argento al valor militare.
Nel 1933 giunse al grado di generale di corpo d'armata. Nel marzo 1939 fu nominato senatore del Regno, ma morì pochi mesi dopo. Fu appassionato matematico e musicista.
Il fratello Alfredo fu alto ufficiale dei Carabinieri, il nipote Amedeo fu il famoso "comandante Diavolo".